# محمد علي الأسترآبادي
حسين بن محمد بن علي الأستربادي هو طبيب فارسي من القرن الخامس عشر من جرجان (تُعرف قديمًا بأستاراباد)، الواقعة في محافظة غلستان الفارسية. في عام 1427 م، كتب تعليقه الشهير على ملخص الجغميني لكتاب القانون في الطب لابن سينا. والذي كرسها أسترابدي للأمير مرتضى.